# Víctor Guerin
Víctor Guerin (* 17. Juni 1992 in São Paulo) ist ein ehemaliger brasilianischer Automobilrennfahrer.

## Karriere
Guerin begann seine Motorsportkarriere 2001 im Kartsport, in dem er bis 2009 aktiv war. 2009 wechselte Guerin in den Formelsport und startete für Dragão Motorsport in der südamerikanischen Formel-3-Meisterschaft. Er fuhr zunächst in der B-Klasse und wechselte zur Saisonmitte in die A-Klasse. Dort beendete er bereits sein erstes Rennen als Dritter auf dem Podium. Zu zwei Rennwochenenden trat er nicht an. Er belegte den elften Platz in der A-Klasse und den vierten Platz in der B-Klasse.
2010 startete Guerin erstmals in Europa und trat für JD Motorsport in der Formel Abarth an. Während sein Teamkollege Raffaele Marciello drei Rennen gewann und Dritter wurde, entschied Guerin ein Rennen für sich und beendete die Saison auf dem 13. Platz in der Meisterschaft. Nach der Formel-Abarth-Saison trat er zu zwei Rennen der südamerikanischen Formel 3 an und erreichte dabei einmal den zweiten Platz. 2011 wechselte Guerin zu Lucidi Motors in die italienische Formel-3-Meisterschaft. Nachdem er bereits einen zweiten und drei dritte Plätze erzielt hatte, gewann er beim Saisonfinale sein erstes Rennen. Guerin wurde Achter in der Fahrerwertung. Damit lag er zwischen seinen Teamkollegen Kevin Giovesi und Eddie Cheever III, die eine Position vor bzw. hinter ihm lagen. Darüber hinaus trat Guerin vor der Saison in Brasilien zum F3 Brazil Open an und wurde dabei Dritter. Nach der Saison nahm er an einer Veranstaltung der südamerikanischen Formel 3 teil und gewann ein Rennen. Außerdem machte er in der Trofeo Linea Brasil Erfahrungen im Tourenwagen.
2012 trat Guerin erneut zum F3 Brazil Open an und schied aus. Anschließend kehrte er nach Europa zurück und ging in der Saison 2012 für SuperNova International in der Auto GP World Series an den Start. Er verließ die Auto GP World Series nach dem fünften von sieben Rennwochenenden und wurde mit einem zweiten Platz als bestes Resultat Gesamtachter. Sein Teamkollege Adrian Quaife-Hobbs gewann den Meistertitel. Darüber hinaus stieg Guerin für Ocean Racing Technology zum vierten Rennwochenende in die GP2-Serie ein. Er blieb ohne Punkte und wurde 30. in der Fahrerwertung. Außerdem startete er zu einem Rennwochenende der FIA-Formel-2-Meisterschaft.

## Statistik

### Karrierestationen
| - 2001–2009: Kartsport - 2009: Südamerikanische Formel 3 (Platz 11) - 2010: Formel Abarth (Platz 13) - 2010: Südamerikanische Formel 3 (Platz 10) | - 2011: Italienische Formel 3 (Platz 8) - 2011: Südamerikanische Formel 3 (Platz 7) - 2011: Trofeo Linea Brasil - 2012: Auto GP (Platz 8) | - 2012: GP2-Serie (Platz 30) - 2012: Formel 2 (Platz 19) |